# 布里亞角

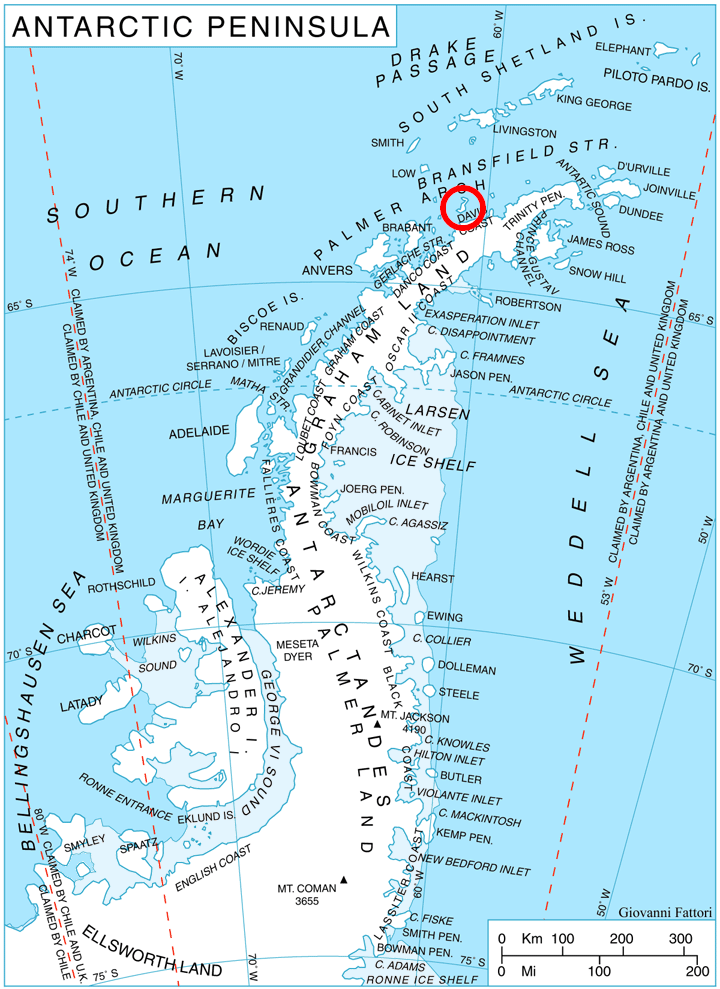

布里亞角（英語：Burya Point），是南極洲的海岬，位於帕默群島的特里尼蒂島西岸，處於沃拉斯頓角東南面3.88公里和普雷克角東南面2.26公里，現時由南極條約體系管理。